# Hemiemblemaria
Hemiemblemaria is een monotypisch geslacht van straalvinnige vissen uit de familie van de snoekslijmvissen (Chaenopsidae).

## Soort
- Hemiemblemaria simulus Longley & Hildebrand, 1940